# دودار
دودار (به مجاری:  Dudar) یک شهرداری در مجارستان است که در ناحیه زیرتس واقع شده‌است. دودار ۲۴٫۵۸ کیلومتر مربع مساحت و ۱٬۷۲۹ نفر جمعیت دارد.